# J'ai horreur de l'amour
J'ai horreur de l'amour è un film del 1997 diretto da Laurence Ferreira Barbosa.
È stato presentato nella Quinzaine des Réalisateurs del 50º Festival di Cannes.

## Scheda Tecnica
- Uscito nelle sale: 11 giugno 1997
- Audio: Philippe Morel
- Direttore del casting: Richard Rousseau
- Direttore di produzione: Sylvain Monod
- Formato del suono: Dolby stéréo
- Formato di progettazione: 1.85 : 1
- Formato di produzione: 35 mm